# 9604 Bellevanzuylen
9604 Bellevanzuylen este un asteroid din centura principală, descoperit pe 30 decembrie 1991, de Eric Elst.